# Музей на родопския карст
Музеят на родопския карст (Музей по спелеология и карст) се намира в Чепеларе. Той е основан през 1980 г. на базата на основаната от учителя Димитър Райчев Музейна сбирка по пещерно дело, открита през 1968 г.

## История
През 1950 г. учителят Димитър Райчев създава ученически кръжок по геология, с който започват първите прониквания в пещери. През 1963 г. е подкрепен от научни специалисти и пещерняци и е създаден Пещерен клуб. Тогава започва научно изследване на пещерите и за период от 5 – 6 години са проучени близо 200 пещери в Родопите, а резултатите са събрани в Музейна сбирка по пещерно дело, открита през 1968 г. На 28 май 1980 г. е официално открит Музей на родопския карст.

## Експозиция
В зала Геология са представени минерали, които се намират на повърхността на земята, характерни за Родопите – ахати, корунд и други скъпоценни и полускъпоценни камъни.
В отделна зала се проследява историята на пещерното дело в България. Сред експонатите е петромаксова лампа на зоолога проф. Иван Буреш, който пръв в България започва да проучва обитателите на пещерите и открива нови за науката видове.
Музеят притежава богата сбирка от различни видове скали и пещерни образувания. В отдел биоспелеология са представени животински видове, обитаващи пещерите – прилепи, паяци, скакалци, стоножки, бръмбари. В родопските пещери са намерени много кости от пещерна мечка. Експониран е изцяло възстановен от естествени кости скелет на пещерна мечка. В музея е представена и част от долна челюст на леопард и останки от носорози. Повечето от най-старите експонати в музея са от Ягодинската пещера и са на 6000 години.